# Hiller YROE
Hiller YROE-1 Rotorcycle je bil enosedežni ultralahki helikopter, ki ga je razvil Hiller leta 1953 za vojaške namene. Skupaj so zgradili 12 helikopterjev za Ameriške marince. Leta 1954 je Hiller dobil pogodbo od Ameriške mornarice za enosedežni zložljiv helikopter, ki bi se uporabljal za observacijo in reševanje.   Imel je dvokraki glavni rotor. Prazna teža je bila 290 lb (132 kg).
Helikopter je imel zložjive dele, lahko se je prevažal podobno kot sanke. Možna je bila tudi dostava s padalom za reševanje sestreljenih pilotov. Marinci niso sprejeli YROE, ker je imel slabe sposobnosti in je bil ranljiv za sovražnikov ogenj. Težavno je bilo tudi upravljanje zaradi pomanjkanja vizulanih referenc.  YROE in ROE niso bili uporabljeni v vojski.

## Tehnične specifikacije
- Posadka: 1 pilot
- Dolžina: 12 ft 6 in (3.81 m)
- Premer rotorja: 18 ft 6 in (5.64 m)
- Višina: 7 ft 6 in (2.29 m)
- Prazna teža: 309 lb (140 kg)
- Naložena teža: 562 lb (255 kg)
- Uporaben tovor:  270 lb (122 kg)[3] ()
- Motorji: Nelson H-59 batni, 40 KM (30 kW), pozneje Nelson YO-65-2 štirivaljni, dvotaktni 43 KM (32 kW) v

Gorivo: 9,1 L (2,4 U.S. gal)
- Maks. hitrost:  70 mph
- Potovalna hitrost: 52 mph (84 km/h)
- Dolet: 166 mi (267 km)
- Višina leta (servisna): 9200 ft
- Hitrost vzpenjanja: 1 160 ft/min (5,9 m/s)